# The Chromatica Ball
The Chromatica Ball fue la sexta gira musical como solista y séptima en general de la cantautora estadounidense Lady Gaga, realizada para promover su sexto álbum de estudio, Chromatica (2020). Inició el 17 de julio de 2022 en Düsseldorf (Alemania) y culminó el 17 de septiembre del mismo año en Miami (Estados Unidos). Inicialmente la gira preveía iniciar en julio de 2020, pero debió ser pospuesta dos veces a causa de la pandemia de COVID-19. La producción de la gira incluyó un escenario inspirado en la arquitectura brutalista, así como vestuarios basados en una estética más oscura similar a la de The Monster Ball Tour. El listado de canciones estuvo conformado mayormente por temas de Chromatica, además de incluir algunos de los mayores éxitos de la artista como «Bad Romance», «Poker Face», «Born This Way» y «Shallow».
El espectáculo recibió la aclamación por parte de la crítica, quienes elogiaron la puesta en escena, la cohesión del espectáculo y el rendimiento de Gaga en general, con varios expertos destacándola como la mejor gira de la artista. En términos comerciales, agotó las veinte actuaciones ofrecidas y Gaga impuso diversos récords de asistencia, lo que se totalizó en una recaudación de 112.4 millones de dólares.

## Antecedentes y anuncio
A mitad de su Joanne World Tour en septiembre de 2017, fue revelado con el documental Gaga: Five Foot Two que la artista padecía de fibromialgia, razón que llevó a la forzosa cancelación de la gira en febrero de 2018. Con ello, el Joanne World Tour se convirtió en la primera gira de Gaga en no visitar ciudades como Londres y París. En diciembre de 2017, Gaga anunció su segunda residencia de conciertos Lady Gaga: Enigma, la cual ofrecería múltiples conciertos en Las Vegas. Sin embargo, a diferencia de como ocurre con la mayoría de los artistas que se presentan en la ciudad, el contrato de Gaga no estaba sujeto a exclusividad, por lo cual podía ofrecer conciertos en otras ciudades y países.
A inicios de marzo de 2020, tras el anuncio del álbum Chromatica, la prensa comenzó a especular una posible gira para el álbum. No fue hasta el 5 de ese mes que Gaga reveló mediante Instagram que se embarcaría en su sexta gira, la cual se titularía The Chromatica Ball e iniciaría con dos conciertos en Londres y París, para compensar a sus seguidores que no tuvieron la oportunidad de ver el Joanne World Tour. Sin embargo, el 26 de junio, un mes antes del inicio de la gira, Gaga anunció que todos los conciertos serían reprogramados hasta 2021 debido a la pandemia de COVID-19. En junio de 2021, cerca del inicio de la gira, fue nuevamente pospuesta hasta 2022 por las restricciones que aún existían en varios países a causa de la pandemia.

## Producción
El día del inicio de la gira, Gaga publicó un vídeo a través de Instagram donde explicaba que el escenario estaba inspirado por la arquitectura brutalista y buscaba contar una historia con abstracción y arte; describió el espectáculo como una celebración de todas las cosas que le apasionan, entre ellas el arte, la música, la tecnología y la moda. También añadió que la puesta en escena documentaba diversas etapas de la energía maniática que había vivido a lo largo de su vida. A lo largo del espectáculo, se utilizan atuendos confeccionados por Gareth Pugh, Alexander McQueen, Christian Lacroix, Topo Studio NY y Vex Latex. La estética de los trajes fue descrita por la revista Vogue como más oscura, similar a los utilizados durante The Monster Ball Tour y The Born This Way Ball, diseño que se aleja de los tonos más rosados y vivos que se usaron en el videoclip de «Stupid Love».

## Recepción

### Respuesta crítica
Sobre el concierto llevado a cabo el 21 de julio de 2022 en Estocolmo (Suecia), Hannah Ewens de la revista Rolling Stone escribió que fue «la fiesta que todos esperábamos y otro recordatorio de que Gaga es una de las mejores intérpretes musicales con vida». Ewens elogió mayormente el segmento acústico por la «intimidad» y el rendimiento vocal de Gaga, además de darle una calificación perfecta de cinco estrellas al concierto. El crítico Neil McCormick de The Telegraph también le dio cinco estrellas y sostuvo que: «Este fue un concierto que claramente significó tanto para la artista como para el público, que dio un impacto emocional genuino a un espectáculo pop absolutamente explosivo. Es fantástico tener a un tremendo talento de vuelta a donde pertenece». Michael Gragg de The Guardian calificó el espectáculo con cuatro estrellas de cinco y elogió el segmento acústico, donde Gaga conectaba con la audiencia; igualmente describió las coreografías como «alucinantes» y «llenas de energía».

### Rendimiento comercial
El 16 de junio de 2022, la revista Billboard informó que ya la gira había recaudado más de 80 millones de dólares con la venta de las entradas de sus veinte espectáculos. El empresario Arthur Fogel, presidente de la empresa promotora de la gira, Live Nation, aseguró que los conciertos para París, Chicago, Tokio, Boston, Londres, Toronto y Düsseldorf ya se encontraban totalmente agotados, a más de un mes antes del inicio de la gira. Fogel comentó que la empresa estaba complacida con los resultados comerciales de la gira y manifestó su decepción de que no pudiesen añadir más conciertos debido a conflictos de agenda de Gaga con su residencia Lady Gaga: Enigma.
La etapa europea de la gira resultó ser un éxito y marcó varios hitos. En Alemania, Gaga logró la mayor asistencia por un solista y la segunda en general en la Merkur Spiel-Arena de Düsseldorf, al presentarse ante una audiencia de 45 722 personas, solo superada por Bon Jovi, que reunió 47 862 en 2006 como parte de su Have a Nice Day Tour. En Francia, logró la mayor asistencia por una artista femenina en el Stade de France de París con 78 866  personas, récord que anteriormente ostentaba Rihanna, quien reunió 75 841 en 2013 como parte de su Diamonds World Tour. Dicho concierto también marcó la mayor asistencia y recaudación en la carrera de Gaga, superando al concierto llevado a cabo en el mismo recinto en 2012 como parte de The Born This Way Ball. En el Reino Unido, Gaga fue la primera solista en presentarse en el Tottenham Hotspur Stadium de Londres.
En Norteamérica tuvo una recepción igualmente favorable; Gaga rompió el récord de la mayor recaudación en el Oracle Park de San Francisco con 7.4 millones de dólares, así como la mayor asistencia registrada en el Fenway Park de Boston con 38 267 espectadores. Igualmente, logró tanto la mayor recaudación como la mayor asistencia en la historia del Wrigley Field de Chicago con 6.9 millones y 43 019 personas, respectivamente.  En general, la gira promedió 41 700 asistentes y una recaudación de 5.6 millones por concierto.

## Lista de canciones
El listado de canciones presentado a continuación corresponde al concierto llevado a cabo el 17 de julio de 2022 en Düsseldorf (Alemania) y no pretende representar todos los conciertos de la gira.
Intro
1. «Bad Romance»
2. «Just Dance»
3. «Poker Face»

Acto I
1. «Chromatica I» / «Alice»
2. «Replay»
3. «Monster»

Acto II
1. «Chromatica II» / «911»
2. «Sour Candy»
3. «Telephone»
4. «LoveGame» (contiene elementos de «John Wayne»)

Acto III
1. «Chromatica III» / «Babylon»
2. «Free Woman»
3. «Born This Way»

Acto IV
1. «Shallow»
2. «Always Remember Us This Way»
3. «The Edge of Glory»
4. «Enigma»

Final
1. «Stupid Love»
2. «Rain on Me»

Encore
1. «Hold My Hand»

Fuente: NME.
Notas
- Durante el concierto llevado a cabo el 21 de julio de 2022 en Estocolmo (Suecia), Gaga interpretó «1000 Doves» y «Fun Tonight» en el acto IV, que fueron posteriormente añadidas al repertorio de los siguientes conciertos.[17]
- A partir del 23 de agosto de 2022, «1000 Doves» fue reemplazada por «Angel Down».[18]
- El concierto final de la gira llevado a cabo en Miami (Estados Unidos) el 17 de septiembre de 2022 fue cancelado tras la interpretación de «Angel Down» debido a las condiciones climáticas.[19]

## Fechas de la gira y recaudación
| Europa — Etapa I         |                  |                |                           |                          |              |
| 17 de julio de 2022      | Düsseldorf       | Alemania       | Merkur Spiel-Arena        | 45 722 / 45 722 (100%)   | $4 027 543   |
| 21 de julio de 2022      | Estocolmo        | Suecia         | Friends Arena             | 34 934 / 34 934 (100%)   | $3 540 732   |
| 24 de julio de 2022      | París            | Francia        | Stade de France           | 78 866 / 78 866 (100%)   | $8 025 944   |
| 26 de julio de 2022      | Arnhem           | Países Bajos   | Gelredome                 | 30 267 / 30 267 (100%)   | $3 250 525   |
| 29 de julio de 2022      | Londres          | Reino Unido    | Tottenham Hotspur Stadium | 86 508 / 86 508 (100%)   | $9 621 095   |
| 30 de julio de 2022      | Londres          | Reino Unido    | Tottenham Hotspur Stadium | 86 508 / 86 508 (100%)   | $9 621 095   |
| Norteamérica — Etapa II  |                  |                |                           |                          |              |
| 6 de agosto de 2022      | Toronto          | Canadá         | Rogers Centre             | 47 864 / 47 864 (100%)   | $5 080 623   |
| 8 de agosto de 2022      | Washington D. C. | Estados Unidos | Nationals Park            | 35 920 / 35 920 (100%)   | $4 885 864   |
| 11 de agosto de 2022     | East Rutherford  | Estados Unidos | MetLife Stadium           | 53 155 / 53 155 (100%)   | $8 412 348   |
| 15 de agosto de 2022     | Chicago          | Estados Unidos | Wrigley Field             | 43 019 / 43 019 (100%)   | $6 905 799   |
| 19 de agosto de 2022     | Boston           | Estados Unidos | Fenway Park               | 38 267 / 38 267 (100%)   | $5 704 636   |
| 23 de agosto de 2022     | Arlington        | Estados Unidos | Globe Life Field          | 38 056 / 38 056 (100%)   | $5 365 094   |
| 26 de agosto de 2022     | Cumberland       | Estados Unidos | Truist Park               | 36 140 / 36 140 (100%)   | $5 392 573   |
| 28 de agosto de 2022     | Hershey          | Estados Unidos | Hersheypark Stadium       | 30 678 / 30 678 (100%)   | $4 277 892   |
| Asia — Etapa III         |                  |                |                           |                          |              |
| 3 de septiembre de 2022  | Tokorozawa       | Japón          | Belluna Dome              | 66 706 / 66 706 (100%)   | $11 442 626  |
| 4 de septiembre de 2022  | Tokorozawa       | Japón          | Belluna Dome              | 66 706 / 66 706 (100%)   | $11 442 626  |
| Norteamérica — Etapa IV  |                  |                |                           |                          |              |
| 8 de septiembre de 2022  | San Francisco    | Estados Unidos | Oracle Park               | 38 275 / 38 275 (100%)   | $7 387 434   |
| 10 de septiembre de 2022 | Los Ángeles      | Estados Unidos | Dodger Stadium            | 51 344 / 51 344 (100%)   | $9 355 562   |
| 13 de septiembre de 2022 | Houston          | Estados Unidos | Minute Maid Park          | 33 779 / 33 779 (100%)   | $4 004 039   |
| 17 de septiembre de 2022 | Miami            | Estados Unidos | Hard Rock Stadium         | 44 298 / 44 298 (100%)   | $5 878 508   |
| Total                    | Total            | Total          | Total                     | 833 798 / 833 798 (100%) | $112 575 789 |

### Conciertos cancelados y/o reprogramados
| Fecha                | Ciudad, País                 | Lugar                     | Motivo                                    |
| -------------------- | ---------------------------- | ------------------------- | ----------------------------------------- |
| 24 de julio de 2020  | París, Francia               | Stade de France           | Reprogramado por la pandemia de COVID-19. |
| 30 de julio de 2020  | Londres, Reino Unido         | Tottenham Hotspur Stadium | Reprogramado por la pandemia de COVID-19. |
| 5 de agosto de 2020  | Boston, Estados Unidos       | Fenway Park               | Reprogramado por la pandemia de COVID-19. |
| 9 de agosto de 2020  | Toronto, Canadá              | Rogers Centre             | Reprogramado por la pandemia de COVID-19. |
| 14 de agosto de 2020 | Chicago, Estados Unidos      | Wrigley Field             | Reprogramado por la pandemia de COVID-19. |
| 19 de agosto de 2020 | Nueva Jersey, Estados Unidos | MetLife Stadium           | Reprogramado por la pandemia de COVID-19. |